# Berger (Familienname)
Berger oder Bergér ist ein Familienname, der vor allem im deutschsprachigen Raum verbreitet ist. Er leitet sich entweder vom mittelhochdeutschen Wort berc „Berg“, im Sinne von jemand, der an einem oder auf einem Berg wohnt, oder vom französischen Wort berger „Schäfer, Hirte“ ab.
Berger ist auch ein armenischer männlicher Vorname.

## Namensträger

### A
- Adele Berger (1868–1900), österreichische Übersetzerin
- Adolf Berger (Rechtswissenschaftler) (1882–1962), austroamerikanischer Rechtswissenschaftler
- Adolf Berger (Politiker), österreichischer Politiker, Abgeordneter Landtag Tirol
- Adolph Wilhelm Berger (1829–1898), deutscher Marineoffizier und Vizeadmiral
- Alain Berger (Ringer), französischer Ringer und Trainer
- Alain Berger (Orientierungsläufer) (* 1970), Schweizer Orientierungsläufer
- Alain Berger (Eishockeyspieler) (* 1990), Schweizer Eishockeyspieler
- Albert Berger (Archivar) (1864–1936), siebenbürgischer Lehrer und Archivar
- Albert Berger (Germanist) (* 1943), österreichischer Germanist und Hochschullehrer
- Albert Berger (Filmproduzent), US-amerikanischer Filmproduzent
- Albert Berger (Jurist) (* 1962), deutscher Jurist und Universitätskanzler
- Albin Berger (Albin Bucher; * 1955), deutscher Schlagersänger
- Albrecht Berger (Byzantinist) (* 1957), deutscher Byzantinist
- Albrecht Ludwig von Berger (1768–1813), deutscher Jurist und Landvogt
- Alexander Berger (Politiker) (* 1970), deutscher Politiker, Bürgermeister von Ahlen
- Alexander Berger (Volleyballspieler) (* 1988), österreichischer Volleyballspieler
- Alfred von Berger (1853–1912), österreichischer Dramaturg, Theaterdirektor und Schriftsteller
- Alfred Berger (Pastor) (1854–nach 1937), deutscher Lehrer, Pastor und Autor
- Alfred Berger (Mathematiker) (1882–1942), österreichischer Versicherungsmathematiker
- Alfred Berger (Heimatforscher) (1889–1972), deutscher Lehrer und Heimatforscher
- Alfred Berger (Funktionär) (1890–1940), deutscher Kaufmann, Verbandsfunktionär und Autor
- Alfred Berger (Architekt, 1891) (1891–1948), Schweizer Architekt
- Alfred Berger (Eiskunstläufer) (1894–1966), österreichischer Eiskunstläufer
- Alfred Berger (Fussballspieler) (1898–??), Schweizer Fußballspieler
- Alfred Berger (Mediziner) (1934–2022), österreichischer Chirurg und Hochschullehrer
- Alfred Berger (Erziehungswissenschaftler), Schweizer Erziehungswissenschaftler, Pädagoge und Hochschullehrer
- Alfred Berger (Architekt, 1961) (* 1961), österreichischer Architekt
- Alfred Emil Berger (1889–1972), deutscher Bildhauer
- Alfred Victor Berger-Voesendorf (1901–1980), österreichisch-US-amerikanischer Wirtschaftswissenschaftler und Hochschullehrer
- Aliye Berger (1903–1974), türkische Künstlerin
- Allen Berger (* 1953), US-amerikanischer Wirtschaftswissenschaftler
- Almuth Berger (* 1943), deutsche Theologin und Politikerin
- Alois Berger (1862–1940), deutscher Landwirt und Politiker
- Alois Berger (Gartenarchitekt) (1893–1970), österreichischer Gartenarchitekt
- Alphonse Berger (1841–1906), französischer Scharfrichter
- Alwin Berger (1871–1931), deutscher Botaniker
- Amelie Berger (* 1999), deutsche Handballspielerin
- André Berger (* 1942), belgischer Klimatologe
- Andrea Berger-Klein (* 1961), deutsche Politikwissenschaftlerin und Hochschullehrerin
- Andreas Berger (Komponist) (1584–1656), deutscher Komponist
- Andreas Berger (Baumeister) (1698–1748), deutscher Baumeister
- Andreas Berger (Politiker), österreichischer Politiker
- Andreas Berger (Intendant) (* 1956), österreichischer Theaterintendant
- Andreas Berger (Schauspieler, 1959) (* 1959), deutsch-schweizerischer Schauspieler und Regisseur
- Andreas Berger (Leichtathlet) (* 1961), österreichischer Leichtathlet
- Andreas Berger (Journalist) (* 1961), deutscher Journalist und Hörspielautor
- Andreas Berger (Manager) (* 1966), deutscher Versicherungsmanager
- Andreas Berger (Kameramann), österreichischer Kameramann
- Andreas Berger (Schauspieler, 1993) (* 1993), deutscher Schauspieler
- Andrew John Berger (1915–1995), US-amerikanischer Ornithologe und Anatom
- Anja Berger (* 1992), deutsche Fußballspielerin
- Anke Berger (* 1965), deutsche Richterin
- Ann-Katrin Berger (* 1990), deutsche Fußballspielerin
- Anna Berger (1922–2014), amerikanische Schauspielerin
- Anna Karolin Berger (* 1992), deutsche Schauspielerin
- Anne-Kathrin Berger (* 1943), deutsche Journalistin
- Anneliese Berger (* 1938), deutsche Autorin
- Anni Berger (1904–1990), österreichisch-deutsche Rosenzüchterin
- Anya Berger (1923–2018), britische Übersetzerin
- Anton Berger (Musiker) (1796–1871), deutscher Oboist und Musiklehrer
- Anton Berger (1921–2005), deutscher Schauspieler, siehe Toni Berger
- Anton Berger (Märtyrer) (1884–1944), banatschwäbischer römisch-katholischer Geistlicher und Märtyrer
- Anton Berger (Politiker) (1928–1986), österreichischer Politiker (SPÖ)
- Anton Berger (Bildhauer) (* 1935), deutscher Metallbildhauer und Hochschullehrer
- Arno Berger (* 1947), deutscher Vermessungsingenieur und Hochschullehrer
- Arnold Berger (Philologe) (1862–1948), deutscher Germanist
- Arnold Berger (Architekt) (1905–1956), Schweizer Architekt
- Arthur Berger (Forschungsreisender) (1871–1947), deutscher Forschungsreisender, Arzt und Jäger
- Arthur Berger (Konstrukteur) (1879–1958), deutscher Konstrukteur und Manager
- Arthur Berger (Archäologe) (1946–1994), deutscher Archäologe
- Arthur Asa Berger (* 1933), US-amerikanischer Medienwissenschaftler  und Hochschullehrer
- Arthur Ernst Berger (1882–1926), deutscher Bildhauer
- Arthur Victor Berger (1912–2003), US-amerikanischer Komponist, Musikpädagoge und Musikkritiker
- Artur Berger (Arthur Berger; 1892–1981), österreichischer Architekt und Szenenbildner
- Asbjørn Berger (* 1947), norwegischer Radrennfahrer
- August von Berger (1765–1850), hannoverscher Generalleutnant und Diplomat
- August Berger (Architekt) (1860–1947), deutscher Architekt und Bauunternehmer
- August Berger (Politiker) (1892–1945), deutscher Kommunalpolitiker (SPD)
- August Heinrich Berger (1866–1932), deutscher Mediziner und Schriftsteller
- Axel Berger, Pseudonym von Albert Karl Burmester (1908–1974), deutscher Schriftsteller
- Axel Berger (Schriftsteller, 1971) (* 1971), deutscher Schriftsteller und Publizist
- Axel Berger (Verbandsfunktionär), deutscher Wirtschaftsprüfer und Verbandsfunktionär
- Axel Berger (Wirtschaftswissenschaftler) (* 1980), deutscher Wirtschaftswissenschaftler

### B
- Beate Berger (Krankenschwester) (1886–1940), deutsche Krankenschwester
- Beate Berger (Journalistin) (* 1959), deutsche Journalistin
- Beate Berger (Archivarin), deutsche Archivarin und Historikerin
- Bengt Berger (* 1942), schwedischer Schlagzeuger
- Benjamin Berger (* 1986), deutscher Schauspieler
- Bennett Berger (1926–2005), US-amerikanischer Kultursoziologe
- Bernd Berger (Lyriker) (* 1943), deutscher Schriftsteller und Lyriker
- Bernd Berger (Unternehmer) (* um 1947), deutscher Modedesigner und Unternehmer
- Bernd Berger, Künstlername von Steffen Jürgens (Sänger) (* 1968), deutscher Schlagersänger
- Bernhard Berger (* 1965), österreichischer Fotograf
- Bonnie Berger, US-amerikanische Mathematikerin und Informatikerin
- Brigitte Berger (1928–2015), deutschamerikanische Soziologin
- Bruno Berger-Gorski (* 1959), deutscher Theaterregisseur

### C
- Carl Berger (Bildhauer), österreichischer Bildhauer
- Carl Berger (Historiker) (* 1939), kanadischer Historiker und Hochschullehrer
- Carl Gottlieb Berger (1764–1824), deutscher Theologe, Musiker, Übersetzer und Botaniker
- Carl Ludwig Berger (1794–1871), deutscher Industrieller
- Catherine Ann Berger (* 1965), Schweizer Journalistin
- Charlotte Berger (* 1985), deutsche Musikerin
- Charly Berger (Schauspieler) (1881–1945), deutscher Schauspieler
- Charly Berger (* 1951), deutscher Fußballspieler, siehe Karl Berger (Fußballspieler)
- Christfried Berger (1938–2003), deutscher Theologe
- Chris Berger (Musiker) (* um 1970), US-amerikanischer Jazzmusiker
- Christiaan Berger (Chris Berger; 1911–1965), niederländischer Sprinter
- Christian Berger (Kameramann) (* 1945), österreichischer Kameramann und Filmproduzent
- Christian Berger (Fußballspieler, 1950) (* 1950), deutscher Fußballspieler
- Christian Berger (Musikwissenschaftler) (* 1951), deutscher Musikwissenschaftler
- Christian Berger (Diplomat) (* 1956), deutscher Diplomat
- Christian Berger (Jurist) (* 1960), deutscher Jurist
- Christian Berger (Kunsthistoriker) (* 1977), deutscher Kunsthistoriker
- Christian Berger (Politiker) (* 1978), deutscher Politiker (CDU)
- Christian Berger (Fußballspieler, 1997) (* 1997), österreichischer Fußballspieler
- Christian Gottlieb Berger (Geistlicher) (1764–1829), deutscher Geistlicher
- Christian Gottlieb Berger (Soldat) (1787–1813), deutscher Soldat
- Christian Johann Berger (1724–1789), deutscher Chirurg
- Christian Paul Berger (* 1957), österreichischer Schriftsteller
- Christian Philipp Berger (1701–1739), deutscher Arzt und Naturphilosoph
- Christiane Berger (* 1987), deutsche Eiskunstläuferin
- Christiane Jaquet-Berger (* 1937), Schweizer Politikerin
- Christina Berger (* 1946), deutsche Werkstoffkundlerin
- Christine Berger (* 1973), deutsche Schauspielerin
- Christoph Berger (* 1962), Schweizer Arzt
- Christoph Heinrich von Berger (1687–1737), deutscher Jurist
- Cindy Berger (* 1948), deutsche Sängerin, siehe Cindy & Bert
- Claire Berger (* 1960), französische Physikerin
- Claude Berger (1921–1981), Schweizer Politiker (SP)
- Clemens Berger (Drehbuchautor), Drehbuchautor
- Clemens Berger (Schriftsteller) (* 1979), österreichischer Schriftsteller
- Corry Berger (* 1982), deutsche Basketballspielerin

### D
- Dagny Berger (1903–1950), norwegische Pilotin
- Dana Berger (* 1970), israelische Liedermacherin und Schauspielerin
- Daniel Berger (Kupferstecher) (1744–1825), deutscher Kupferstecher
- Daniel Berger (Schauspieler) (* 1965), deutscher Schauspieler
- Daniel Berger (Historiker) (* 1977), deutscher Historiker
- Daniel Berger (Politikwissenschaftler) (* 1977), britisch-US-amerikanischer Politikwissenschaftler
- Daniel Berger (Golfspieler) (* 1993), US-amerikanischer Golfspieler
- Daniela Berger (* 1956), Schweizer Tänzerin
- David Berger (Judaist) (* 1943), US-amerikanischer Judaist
- David Berger (Musiker) (* 1949), US-amerikanischer Trompeter und Komponist
- David Berger (Theologe) (* 1968), deutscher Theologe und Publizist
- David Berger (Eishockeyspieler) (* 1983), südafrikanischer Eishockeytorwart
- David Berger (Fußballspieler) (* 2004), österreichischer Fußballspieler
- David H. Berger (* 1959), US-amerikanischer Soldat, Kommandant des U.S. Marine Corps
- David Mark Berger (1944–1972), US-amerikanisch-israelischer Gewichtheber
- Deborah Berger (1956–2005), US-amerikanische Outsider-Art-Künstlerin
- Debra Berger (* 1957), US-amerikanische Schauspielerin
- Denis Berger (* 1983), österreichischer Fußballspieler
- Dieter Berger (Maueropfer) (1939–1963), deutsches Todesopfer an der Berliner Mauer
- Dieter Berger (Germanist), deutscher Germanist und Autor
- Dieter A. Berger (* 1941), deutscher Anglist
- Dirk Berger (* 1969), deutscher Künstler und Illustrator
- Dirk Berger (* 1971), deutscher Gitarrist, siehe The Krauts
- Domenica Berger (* 1981), deutsche Journalistin und Moderatorin
- Dominik Berger (* 1983), österreichischer Triathlet
- Doris Berger (Unihockeyspielerin) (* 1996), Schweizer Unihockeyspielerin
- Doris Berger-Grabner (* 1978), österreichische Wirtschaftswissenschaftlerin und Politikerin (ÖVP)

### E
- Eberhard Berger (1925–2012), deutscher Physiker und Hochschullehrer
- Ed Berger (Edward Berger; 1949–2017), US-amerikanischer Musikproduzent, Fotograf und Hochschullehrer
- Edgar Berger (* 1966), deutscher Musikmanager und Journalist
- Edmund Berger (vor 1878–1946), deutscher Fabrikant
- Eduard Berger (Architekt) (* 1924), österreichischer Architekt
- Eduard Berger (* 1944), deutscher Theologe
- Edward Berger (* 1970), deutscher Filmregisseur und Drehbuchautor
- Egon Berger-Waldenegg (1880–1960), österreichischer Gutsbesitzer, Jurist und Politiker
- Élie Berger (1850–1925), französischer Paläograph
- Eline Berger (* 1997), niederländische Ruderin
- Elisabeth Berger (* 1963), österreichische Juristin und Rechtshistorikerin
- Emil von Berger (1813–1900), deutscher Offizier
- Emil Berger (Politiker) (1865–nach 1943), deutscher Politiker und Konsumgenossenschafter
- Emil Berger (Maler) (1890–1979), Schweizer Maler und Zeichner
- Emil Berger (Jurist) (1902–1975), deutscher Jurist und Richter
- Emil Berger (Fußballspieler) (* 1991), schwedischer Fußballspieler
- Erhard Berger (* 1961), österreichischer Meteorologe
- Erich Berger (1910–2003), deutscher Politiker (CDU), MdA Berlin
- Erika Berger (1939–2016), deutsche Fernsehmoderatorin und Sexualberaterin
- Erna Berger (1900–1990), deutsche Sängerin (Sopran)
- Ernst Berger (Maler, 1857) (1857–1919), österreichischer Maler
- Ernst Berger (Politiker, 1881) (1881–1964), deutscher Politiker
- Ernst Berger (Maler, 1882) (1882–1970), deutscher Maler und Grafiker
- Ernst Berger (Politiker), deutscher Politiker (SED), MdL Sachsen-Anhalt
- Ernst Berger (Architekt) (1895/1896–1976), Schweizer Architekt und Bauinspektor
- Ernst Berger (Kriminalbeamter) (1904–1960), deutscher Kriminalbeamter und SS-Sturmbannführer
- Ernst Berger (Nordischer Kombinierer) (1913–2003), Schweizer Nordischer Kombinierer
- Ernst Berger (Archäologe) (1928–2006), Schweizer Klassischer Archäologe
- Ernst Berger (Mediziner) (* 1946), österreichischer Neurologe und Psychologe
- Ernst Berger, Deckname für Susanne Albrecht (* 1951), deutsche Terroristin
- Ernst Berger (Fußballspieler) (* 1968), österreichischer Fußballspieler
- Ernst Friedrich Berger (1814–1853), deutscher Botaniker
- Ernst Hugo Berger (1836–1904), deutscher Altphilologe und Geographiehistoriker
- Erwin Berger (1935–2003), deutscher Laborant, Gewerkschafter und Politiker
- Eugen Berger (1868–?), deutscher Augenarzt und Schriftsteller
- Eugène Berger (1960–2020), luxemburgischer Bergsteiger und Politiker (DP)
- Eva Berger (Historikerin) (* 1951), deutsche Historikerin und Museumsleiterin
- Eva Berger (Kunsthistorikerin) (* 1955), österreichische Kunsthistorikerin und Hochschullehrerin
- Eva Berger (Triathletin) (* 1995), österreichische Triathletin
- Eva Niestrath-Berger (1914–1993), deutsche Bildhauerin

### F
- Ferdinand Berger (Kupferstecher) (1772–1849), deutscher Kupferstecher
- Ferdinand Berger (Politiker, 1851) (1851–1925), österreichischer Politiker (CS)
- Ferdinand Berger (Politiker, 1896) (1896–1974), österreichischer Politiker (ÖVP)
- Ferdinand Berger (Widerstandskämpfer) (1917–2004), österreichischer Polizeibeamter und Widerstandskämpfer
- Finnlay Berger (* 2009), deutscher Filmschauspieler und Kinderdarsteller
- Florian Berger (Sprecher), deutscher Hörspielsprecher
- Florian Berger (Filmemacher), Journalist und Filmemacher
- Florian Bergér (Pilot) (* 1989), deutscher Kunstflugpilot
- Florian Berger (Koch) (* um 1990), österreichischer Koch
- Frank Berger (Organist) (* 1955), deutscher Organist, Kantor und Verleger
- Frank Berger (Numismatiker) (* 1957), deutscher Numismatiker und Kurator
- Frank Berger (Fußballspieler) (* 1977), deutscher Fußballspieler
- Franz von Berger (1841–1919), österreichischer Architekt
- Franz Berger (Architekt) (1853–1938), österreichischer Architekt
- Franz Berger (Politiker, 1860) (1860–1929), österreichischer Bankier und Politiker, Bürgermeister von Salzburg
- Franz Berger (Heimatforscher) (1874–1953), österreichischer Heimatforscher, Lehrer, Priester und Literarhistoriker
- Franz Berger (Jurist) (1897–1975), österreichischer Jurist und Richter
- Franz Berger (Pflanzenzüchter) (1906–1979), deutscher Pflanzenzüchter und Saatzuchtleiter
- Franz Berger (Drogist) (1909–1965), Drogist, Berufsschulinspektor und Florist sowie wiss. Autor (Handbuch der Drogenkunde)
- Franz Berger (SS-Mitglied), deutscher SS-Sturmbannführer
- Franz Berger (Ringer) (1940–2012), österreichischer Ringer
- Franz Berger (Kaktologe), österreichischer Kakteenspezialist
- Franz Berger (Judoka) (* 1958), österreichischer Judoka
- Franz Berger (Politiker, 1959) (* 1959), österreichischer Politiker (ÖVP)
- Franz Berger (Fußballspieler) (* 1969), deutscher Fußballspieler und -trainer
- Frauke Berger (* 1991), deutsche Comiczeichnerin
- Fred Berger (Schauspieler) (Friedrich Berger; 1894–??), österreichischer Schauspieler
- Fred Berger (Politiker) (1932–2009), kanadischer Politiker
- Fred Berger (Produzent) (* 1981), US-amerikanischer Filmproduzent
- Fred H. Berger (* 1957), US-amerikanischer Fotograf
- Fred W. Berger (1908–2003), US-amerikanischer Filmeditor
- Frédéric Berger (* 1964), französischer Skispringer
- Frederik Berger, Pseudonym von Fritz Gesing (* 1945), deutscher Schriftsteller
- Frida Berger (* 2004), norwegische Skispringerin
- Friedemann Berger (1940–2009), deutscher Schriftsteller
- Friedrich Berger (Schauspieler) (1884–1966), deutscher Schauspieler
- Friedrich Berger (Pädagoge) (1901–1975), deutscher Pädagoge und Philosoph
- Friedrich Berger (Schwimmer), deutscher Schwimmer
- Friedrich Gottlieb Berger (1713–1794), deutscher Kupferstecher
- Friedrich Hermann Berger (1843–1908), Schweizer Maler und Grafiker
- Friedrich Karl Berger (1925–2021), Wachmann in einem Außenlager des KZ Neuengamme
- Friedrich Ludwig von Berger (1701–1735), deutscher Jurist
- Friedrich Wilhelm Berger (Politiker) (1844–1911), deutscher Politiker
- Friedrich Wilhelm Berger (Orgelbauer) (1862–1929), deutscher Orgelbauer
- Fritz Berger, Pseudonym von Alfred Streit (1866–1913), deutscher Schriftsteller
- Fritz Berger (Prediger) (1868–1950), Schweizer Prediger
- Fritz Berger (Schriftsteller) (1872–1935), deutscher Pädagoge und Schriftsteller
- Fritz Berger (Politiker) (1897–1977), Schweizer Politiker (CVP)
- Fritz Berger (Schauspieler), österreichischer Schauspieler und Sänger (Tenor)
- Fritz Berger (Jurist) (1902–1988), israelischer Rechtsanwalt und Archäologe deutscher Herkunft, Emigration 1939
- Fritz Berger (Geologe) (1903–1983), deutscher Geologe und Hochschullehrer
- Fritz Berger, Pseudonym von Fred Stein (1909–1967), deutsch-US-amerikanischer Fotograf
- Fritz Berger (Maler) (1916–2002), österreichischer Maler
- Fritz Berger (Mediziner) (1924–2004), deutscher Hals-Nasen-Ohren-Arzt und Hochschullehrer
- Fritz Berger (Architekt) (1936–2021), Schweizer Architekt
- Fritz Berger (Fotograf) (* 1938), Schweizer Fotograf
- Fritz Berger (Skirennläufer) (* 1964), Schweizer Skirennläufer
- Fritz Antek Berger (1900–1973), deutscher Marineoffizier
- Fritz R. Berger (1895–1963), Schweizer Trommler, Percussionist und Fachautor
- Fritzi Berger (1894–1967), österreichische Gebrauchsgrafikerin und Modedesignerin

### G
- Gabriele Berger (* 1955), österreichische Bildhauerin
- Gaby Berger (* 1952), deutsche Schlagersängerin
- Gallus Berger (1903–1982), Schweizer Politiker
- Gaston Berger (1896–1960), französischer Philosoph
- Georg Berger (Architekt) (1856–1930), österreichischer Architekt
- Georg Berger (Maler) (1862–1942), deutscher Maler
- Georg Berger (Kaufmann) (1893–1977), deutscher Kaufmann
- Georg Berger (Gewerkschafter) (1897–1967), deutscher Jurist, Ökonom und Gewerkschafter
- Georg von Berger (1905–1945), deutscher Fregattenkapitän der Kriegsmarine
- Georg Christoph Berger Waldenegg (* 1957), deutscher Historiker und Hochschullehrer
- Georges Berger (Turner) (1897–1952), französischer Turner
- Georges Berger (Rennfahrer) (1918–1967), belgischer Automobilrennfahrer
- Gerhard Berger (Schnitzer) (1925–2018), deutscher Puppenschnitzer
- Gerhard Berger (Künstler) (* 1933), deutscher Maler und Grafiker
- Gerhard Berger  (* 1959), österreichischer Unternehmer und Automobilrennfahrer
- Gertrud Berger (1870–1949), deutsche Malerin
- Gian-Luca Berger (* 2002), deutscher Volleyballspieler
- Gottfried Berger (1922–2012), österreichischer Germanist und Buchhändler
- Gotthilf Berger (1794–1874), deutscher Kaufmann und Politiker, MdL Preußen
- Gottlieb Berger (1826–1903), Schweizer Unternehmer und Politiker (Radikale Partei)
- Gottlob Berger (1896–1975), deutscher General der Waffen-SS
- Götz Berger (1905–1996), deutscher Jurist
- Gregor Berger (* 1975), deutscher Fußballspieler
- Grete Berger (1883–1944), österreichische Schauspielerin
- Gunter Berger (Schauspieler) (1943–2015), deutscher Schauspieler
- Gunter Berger (Dirigent) (* 1962), deutscher Dirigent und Chorleiter
- Günter Berger (Komponist) (1929–2023), deutscher Organist, Komponist und Hochschullehrer
- Günter Berger (Literaturwissenschaftler) (* 1946), deutscher Romanist, Literaturwissenschaftler und Hochschullehrer
- Günther Berger (Bildhauer) (1929–2014), deutscher Bildhauer
- Günther Berger (Pädagoge) (1930–2024), deutscher Pädagoge und Kunsterzieher
- Günther Berger (Kunsthistoriker) (* 1954), österreichischer Kunsthistoriker
- Guylaine Berger (* 1956), französische Schwimmerin

### H
- Han Berger (* 1950), niederländischer Fußballtrainer
- Hanna Berger (1910–1962), österreichische Tänzerin und Widerstandskämpferin
- Hanno Berger (* 1951), deutscher Anwalt
- Hannes Berger (* 1990), deutscher Rechtswissenschaftler
- Hanns Berger (1894–1942), deutscher Generalmajor
- Hans Berger (Mediziner) (1873–1941), deutscher Psychiater und Neurologe
- Hans Berger (Maler) (1882–1977), Schweizer Maler
- Hans Berger (Boxer) (1906–1973), deutscher Boxer
- Hans Berger (Diplomat) (1909–1985), deutscher Diplomat
- Hans Berger (Widerstandskämpfer) (1916–1943), deutscher Widerstandskämpfer
- Hans Berger (Gewerkschafter) (1938–2022), deutscher Gewerkschaftsfunktionär und Politiker (SPD)
- Hans Berger (Rechtsextremist) (1940/1941–2018), österreichischer Holocaustleugner, siehe Europäische Aktion
- Hans Berger (Kirchenmusiker) (* 1944), deutscher Chorleiter und Kirchenmusiker
- Hans Berger (Politiker) (* 1947), italienischer Unternehmer und Politiker (SVP)
- Hans Berger (Manager) (* 1950), deutscher Bankmanager
- Hans Jakob Berger (1602–1626), Schweizer Glasmaler
- Hans-Jürgen Berger (* 1951), deutscher Leichtathlet
- Hans Ludwig Berger (1892–1972), deutscher Komponist
- Hans-Peter Berger (Fußballspieler, 1956) (* 1956), österreichischer Fußballspieler
- Hans-Peter Berger (Fußballspieler, 1981) (* 1981), österreichischer Fußballspieler
- Harald Berger (Philosoph) (* 1960), österreichischer Philosoph und Hochschullehrer
- Harald Berger (1972–2006), österreichischer Bergsteiger
- Hartwig Berger (* 1943), deutscher Soziologe und Politiker (AL, Bündnis 90/Die Grünen)
- Heidemarie Berger (* 1944), deutsche Politikerin (SPD)
- Heidi Berger (Künstlerin), deutsch-kanadische Künstlerin
- Heidi Berger (Schauspielerin) (* 1997), österreichisch-portugiesische Schauspielerin
- Heiner Berger (1933–2015), deutscher Verwaltungsbeamter
- Heinrich Berger (Musiker) (1844–1929), deutscher Militärmusiker, Kapellmeister und Komponist
- Heinrich Berger (Ingenieur) (1860–1927), deutscher Bauingenieur
- Heinrich Berger (Theologe) (1861–1937), jüdischer Theologe, Rabbiner und Autor
- Heinrich Berger (1866–1932), deutscher Mediziner und Schriftsteller, siehe August Heinrich Berger
- Heinrich Berger (Chemiker) (1902–nach 1960), deutscher Chemiker
- Heinrich Berger, deutscher Stenograf, der beim Attentat vom 20. Juli 1944 getötet wurde
- Heinrich Berger (Psychologe)  (* 1953), deutscher Psychologe
- Heinrich Berger (Radsportler) (* 1985), deutscher Radrennfahrer
- Heinrich Anton Carl Berger (1796–1861), deutscher Arzt, Geologe und Paläontologe
- Heinz Berger (1937–2016), deutscher Herpetologe
- Helene Lieser (1898–1962), österreichische Staatswissenschaftlerin und Nationalökonomin
- Helga Berger (* 1972), österreichische Verwaltungsjuristin
- Hellmut Berger (Unternehmer) († 1983), deutscher Unternehmer
- Hellmut Berger (General) (1918–2002), österreichischer General
- Hellmuth Berger (1908–1966), österreichischer Lehrer und Schriftsteller
- Helmut Berger (Bergingenieur) (1913–2010), deutscher Bergingenieur und Hochschullehrer
- Helmut Berger (Schauspieler, 1944) (1944–2023), österreichischer Schauspieler
- Helmut Berger (Schauspieler, 1949) (* 1949), österreichischer Schauspieler, Regisseur und Drehbuchautor
- Helmut Berger (Künstler) (1954–2015), deutscher Maler und Bildhauer
- Helmut Berger (Biologe) (* 1958), österreichischer Biologe und Hochschullehrer
- Helmut Berger-Tuna (1942–2009), österreichischer Sänger
- Helmut Michael Berger (1925–2013), österreichischer Maler und Grafiker
- Helmuth Berger (* 1957), österreichischer Wirtschaftsmanager
- Henri Diamant-Berger (1895–1972), französischer Filmregisseur und -produzent
- Henrik Berger (* 1969), schwedischer Fußballspieler
- Herb Berger (* 1969), österreichischer Jazzmusiker
- Herbert von Berger (1881–1965), deutscher Offizier, Publizist und Beamter
- Herbert Berger (Schriftsteller, 1919) (1919–1992), deutscher Schriftsteller und Bergmann
- Herbert Berger (Schriftsteller, 1932) (1932–1999), österreichischer Journalist, Dramaturg und Schriftsteller
- Herfried Berger (1922–1984), deutsch-österreichischer Geograph
- Heribert Berger (1921–1999), österreichischer Kinderarzt
- Herman Georges Berger (1875–1924), französischer Fechter
- Hermann von Berger (1828–1912), deutscher Generalleutnant
- Hermann Berger (Politiker) (1905–1979), Schweizer Politiker (SP)
- Hermann Berger (Indologe) (1926–2005), deutscher Indologe
- Hermann Adam Berger (1866–1953), österreichischer Philosoph und Kirchenhistoriker
- Hermann Anton Berger (1866–1953), österreichischer Lehrer, Schriftsteller und Komponist
- Hilde Berger (Widerstandskämpferin) (später Hilde Berger-Olsen; 1914–2011), deutsche Widerstandskämpferin
- Hilde Berger (Schauspielerin) (* 1946), österreichische Schriftstellerin, Drehbuchautorin und Schauspielerin
- Horst Berger (Musiker) (1933–2003), deutscher Paukist
- Horst Berger (1934–2024), deutscher Sozialwissenschaftler
- Horst H. Berger (* 1933), deutscher Elektroingenieur
- Howard Berger (* 1964), US-amerikanischer Maskenbildner
- Hubert Berger (1889–1948), deutscher Priester
- Hugo Berger (1836–1904), deutscher Klassischer Philologe und Historischer Geograph, siehe Ernst Hugo Berger
- Hugo Berger (Beamter) (1894–nach 1968), deutscher Landwirtschaftsverwaltungsbeamter und Fachautor
- Hugo Berger (Jurist) (1897–1990), deutscher Richter
- Hugo Berger (Musiker) (1901–nach 1980), deutscher Organist und Orgelgutachter
- Hugo Fritz Berger (1887–1971), deutscher Verwaltungsjurist und Ministerialbeamter

### I
- Ida Berger (1910–1987), französisch-deutsche Soziologin
- Ignaz Johann Berger (1822–1901), mährischer Maler
- Ilana Berger (* 1965), israelische Tennisspielerin
- Isaac Berger (1936–2022), US-amerikanischer Gewichtheber
- Ita Maria Berger (* 1977), deutsche Sozialpädagogin und Übersetzerin

### J
- Jacob Berger (* 1963), Schweizer Filmemacher
- Jacques Berger (Rennfahrer), belgischer Autorennfahrer
- Jacques-Édouard Berger (1945–1993), Schweizer Kunsthistoriker und Ägyptologe
- James M. Berger (* 1968), US-amerikanischer Biophysiker und Biochemiker
- James O. Berger (James Orvis Berger; * 1950), US-amerikanischer Mathematiker
- James S. Berger (James Stanley Berger; 1903–1984), US-amerikanischer Politiker
- Jan Berger senior (* 1955), tschechischer Fußballspieler und -trainer
- Jan Berger (Drehbuchautor) (* 1970), deutscher Drehbuchautor
- Jan Berger junior (* 1976), tschechisch-schweizerischer Fußballspieler
- Jan Berger (Eishockeyspieler) (* 1989), tschechischer Eishockeyspieler
- Janine Berger (* 1996), deutsche Turnerin
- Jaques Berger (1902–1977), Schweizer Maler und Zeichner
- Jay Berger (* 1966), US-amerikanischer Tennisspieler
- Jean Berger (Komponist) (1909–2002), deutschamerikanischer Pianist, Komponist, Musikwissenschaftler und Musikerzieher
- Jean-François Berger (1779–1833), Schweizer Arzt und Geologe
- Jean-Louis Berger (1919–1995), Schweizer Maler
- Jean-Luc Berger (* 1960), Schweizer Maler und Grafiker
- Jean-Paul Berger (* 1935), Schweizer Maler und Designer
- Jean-Pierre Berger (1929–2018), Schweizer Politiker (SVP)
- Jens Berger (* 1972), deutscher Journalist und Redakteur
- Joachim Berger (* 1948), deutscher Schriftsteller
- Jochen Berger (1946–2010), deutscher Rallyebeifahrer
- Joe Berger (1939–1991), österreichischer Lyriker, Dramatiker, Journalist und Schauspieler
- Joe Berger (Kameramann) (* 1982), österreichischer Kameramann
- Joel Berger (* 1937), ungarischer Rabbiner und Hochschullehrer
- Johann Berger (Glockengießer), deutscher Glockengießer
- Johann Berger (Bildhauer) (1824–1875), Schweizer Bildhauer
- Johann Berger (Politiker, 1837) (1837–1907), österreichischer Politiker
- Johann Berger (Schachtheoretiker) (Johann Nepomuk Berger; 1845–1933), österreichischer Schachtheoretiker
- Johann Berger (Maler) (1846–1929), österreichischer Maler
- Johann Berger (Politiker, 1869) (1869–1941), österreichischer Politiker (CSP), Abgeordneter zum Nationalrat
- Johann Berger (Gewerkschafter) (1891–1970), deutscher Politiker (KPD), Gewerkschaftsfunktionär und NS-Opfer
- Johann Berger (General) (* 1951), deutscher General
- Johann Berger (* 1992), deutscher Moderator und Musiker siehe Hansi Berger
- Johann Berger (Fußballspieler) (* 1999), deutscher Fußballspieler
- Johann Berger-Landefeldt (1841–nach 1889), deutscher Gutsbesitzer
- Johann August von Berger (1702–1770), deutscher Jurist
- Johann Baptist Berger (Pseudonym Gedeon von der Heide; 1806–1888), deutscher Theologe und Dichter
- Johann Casimir Josef Berger (1770–1846), deutscher Stadtschultheiß und Landtagsabgeordneter
- Johann Erich von Berger (1772–1833), dänischer Philosoph
- Johann Georg Berger (1739–1810), österreichischer Tuchhändler und Textilfabrikant
- Johann Gottfried von Berger (1659–1736), deutscher Mediziner
- Johann Gottfried Immanuel Berger (1773–1803), deutscher Theologe
- Johann Heinrich von Berger (1657–1732), deutscher Jurist
- Johann Joseph Berger von Siebenbrunn (1711–1756), deutscher Mediziner
- Johann Just von Berger (1723–1791), deutsch-dänischer Arzt
- Johann Nepomuk Berger (Mediziner) (1781–1847), österreichischer Gynäkologe
- Johann Nepomuk Berger (Politiker) (1816–1870), österreichischer Politiker und Publizist
- Johann Nepomuk Berger von der Pleisse (1768–1864), österreichischer General
- Johann Samuel von Berger (1756–1838), deutscher Generalmajor
- Johann Wilhelm von Berger (1672–1751), deutscher Philosoph, Rhetoriker und Historiker
- Johann Wilhelm Berger (1747–1829), deutscher Kirchenlieddichter
- Johanna Berger, siehe Johanna Bleker
- Johannes Berger (Bischof) († 1481), deutscher Geistlicher, Bischof von Freising
- Johannes Berger (Evangelist) (auch John W. Berger; 1841–1891), US-amerikanischer Missionar
- Johannes Berger (Soziologe) (* 1939), deutscher Soziologe
- Johannes Berger (Organist) (* 1987), deutscher Musiker
- Johannes Otto Berger (1893–1974), deutscher Architekt
- John Berger (Skilangläufer) (1909–2002), schwedischer Skilangläufer
- John Berger (Schriftsteller) (1926–2017), britischer Schriftsteller, Maler und Kunstkritiker
- Jonathan Berger (* 1954), US-amerikanischer Komponist und Musikpädagoge
- Jörg Berger (1944–2010), deutscher Fußballtrainer
- Jörg Berger (Psychologe) (* 1970), deutscher Psychologe und Psychotherapeut
- Josef Berger (Schauspieler, 1876) (1876–1956), deutscher Schauspieler und Regisseur
- Josef Berger (Buchhändler) (1891–1947), österreichischer Buchhändler
- Josef Berger (Architekt) (1898–1989), österreichischer Architekt und Designer
- Josef Berger (Schauspieler, 1902) (1902–1969), Schweizer Schauspieler und Theaterleiter
- Josef Berger (Komponist) (1902–1983), österreichischer Musiker und Komponist
- Josef Berger (Hockeyspieler), österreichischer Hockeyspieler
- Josef Berger (Radsportler) (1921–1997), deutscher Radrennfahrer
- Joseph von Berger (1801–1889), österreichischer Feldmarschallleutnant
- Joseph Berger (1904–1978), polnisch-palästinensischer Politiker (PKP) und Politikwissenschaftler
- Jürg Berger (* 1954), Schweizer Eishockeyspieler
- Jules Berger (* 2002), deutscher Taekwondoin
- Julius Berger (Bauunternehmer) (1862–1943), deutscher Bauunternehmer
- Julius Berger (Cellist, 1880)  (1880–1947), deutscher Cellist und Konzertmeister
- Julius Berger (Cellist) (* 1954), deutscher Cellist
- Julius Victor Berger (1850–1902), österreichischer Maler
- Jutta Kräutler-Berger (* 1958), österreichische Politikerin (Grüne)

### K
- Kai Berger (* 1971), deutscher Politiker der Alternative für Deutschland (AfD)
- Karin Berger (Politikerin) (* 1963), österreichische Politikerin (FPÖ)
- Karin Berger (Dokumentarfilmerin), österreichische Dokumentarfilmerin, Frauenforscherin und Autorin
- Karin C. Berger (* 1977), österreichische Filmproduzentin
- Karina Berger (geb. Karin Berger; * 1968), Schweizer Model
- Karine Berger (* 1973), französische Politikerin
- Karl Berger (Offizier) (1858–1936), deutscher Generalleutnant
- Karl Berger (Literaturhistoriker) (1861–1933), deutscher Lehrer und Literaturhistoriker
- Karl Berger (Heimatforscher) (1867–1937), österreichischer Beamter und Heimatforscher
- Karl Berger (Maler) (1875–1932), österreichischer Maler
- Karl Berger (Tiermediziner) (1885–1952), deutscher Generalveterinär
- Karl Berger (Schauspieler), Schauspieler
- Karl Berger (Elektrotechniker) (1898–1993), Schweizer Elektrotechniker
- Karl Berger (Mykologe) (1911–nach 1980), deutscher Pilzkundler
- Karl Berger (Komponist) (1915–nach 1954), deutscher Komponist
- Karl Berger (Musiker) (1935–2023), deutscher Musiker und Musikwissenschaftler
- Karl Berger (Fußballspieler) (* 1951), deutscher Fußballspieler
- Karl Berger (Zeichner) (* 1953), österreichischer Cartoonist und Grafiker
- Karl C. Berger (* 1976), österreichischer Ethnologe und Politologe
- Karl Heinrich Berger (1910–nach 1960), deutscher Mathematiker
- Karl Heinz Berger (1928–1994), deutscher Schriftsteller
- Karl Philipp Berger (nach 1793–1853), deutscher Sänger (Tenor), Geiger und Schauspieler
- Karol Berger (* 1948), polnisch-amerikanischer Musikwissenschaftler
- Katya Berger (* 1966), österreichische Schauspielerin
- Kenny Berger (* 1947), US-amerikanischer Jazzmusiker
- Kilian Berger (* 1990), österreichischer Musical-Darsteller und Schauspieler
- Klaus Berger (Kunsthistoriker) (1901–2000), deutscher Kunsthistoriker und Bibliothekar
- Klaus Berger (Tennisspieler) (1940–2018), deutscher Tennisspieler
- Klaus Berger (Theologe) (1940–2020), deutscher Theologe
- Klaus Berger (Fußballspieler, 1944) (* 1944), deutscher Fußballspieler
- Klaus Berger (Fußballspieler, 1959) (* 1959), deutscher Fußballtorwart
- Klaus Peter Berger (* 1961), deutscher Rechtswissenschaftler
- Knut Berger (* 1975), deutscher Schauspieler
- Konrad Berger (* 1945), österreichischer Schriftsteller
- Kurt Berger (Heimatforscher) (1876–1956), deutscher Arzt und Heimatforscher
- Kurt Berger (1885–nach 1945), deutscher Amtshauptmann und Landrat
- Kurt Berger (Kaufmann) (1898–1973), deutscher Kaufmann und Verbandsfunktionär, Emigration 1939 nach Peru
- Kurt Berger (Germanist) (1904–2008), deutscher Germanist, Literaturwissenschaftler und Hochschullehrer
- Kurt Berger, Deckname von Kurt Goldstein (Journalist) (1914–2007)

### L
- Lara Berger (* 2001), deutsche Volleyballspielerin
- Lars Berger (* 1979), norwegischer Biathlet und Skilangläufer
- Laura Berger (* 2002), deutsche Volleyballspielerin
- Laurent Berger (* 1968), französischer Gewerkschafter
- Lee Berger (* 1965), US-amerikanischer Paläoanthropologe
- Leif Berger (* 1995), deutscher Jazzmusiker
- Leo Berger (1885–1983), Schweizer Bildhauer
- Leonhard Berger (1908–1944), deutscher römisch-katholischer Geistlicher und Märtyrer
- Leszek Berger (1925–2012), polnischer Herpetologe
- Lieselotte Berger (1920–1989), deutsche Politikerin (CDU)
- Lisa Berger (* 1993), Schweizer Triathletin
- Lore Berger (1921–1943), Schweizer Schriftstellerin
- Lothar Berger (1900–1971), deutscher Generalmajor
- Lotte Berger (1907–1990), deutsche Schauspielerin
- Louis Constanz Berger (1829–1891), deutscher Industrieller und Politiker
- Louis Frédéric Berger (1793–1857), Schweizer evangelischer Geistlicher und Politiker
- Luc Berger (* 1933), Schweizer Physiker
- Lucia Katharina Berger (* 1994), deutsche Pornodarstellerin und Produzentin, siehe Lucy Cat
- Luciana Berger (* 1981), britische Politikerin
- Ludwig Berger (Komponist) (1777–1839), deutscher Komponist
- Ludwig Bergér (1887–1972), deutscher Jurist und Politiker
- Ludwig Berger (Regisseur) (1892–1969), deutscher Regisseur
- Ludwig Berger (Politiker) (1900–1971), deutscher Politiker (CSU)
- Ludwig Berger (Archäologe) (auch Ludwig R. Berger-Haas; 1933–2017), Schweizer Archäologe
- Ludwig Berger (Künstler) (* 1986), Schweizer Kunstwissenschaftler und Künstler
- Lutz Berger (* 1969), deutscher Islamwissenschaftler und Hochschullehrer

### M
- Maik Berger (Leichtathlet) (* 1979), deutscher Leichtathlet
- Maik Berger (Basketballspieler) (* 1984), deutscher Basketballspieler und -trainer
- Manfred Berger (Architekt) (1921–2009), deutscher Architekt, Denkmalpfleger und Hochschullehrer
- Manfred Berger (Politikwissenschaftler) (1939/1940–2012), deutscher Politikwissenschaftler
- Manfred Berger (Sänger) (1942–2023), deutscher Schlagersänger
- Manfred Berger (Pädagoge) (* 1944), deutscher Erziehungswissenschaftler
- Manfred Berger (Fußballspieler) (* 1967), österreichischer Fußballspieler
- Manuel Berger (Musiker) (* 1977), österreichischer Musiker
- Manuel Berger (Badminton), österreichischer Badmintonspieler
- Marc Berger (* 1943), französischer Sprinter
- Marcel Berger (1927–2016), französischer Mathematiker
- Marcella Berger (* 1954), deutsche Schriftstellerin
- Marco Berger (* 1977), argentinischer Filmregisseur und Drehbuchautor
- Margaret Berger (* 1985), norwegische Popsängerin
- Margarete Berger-Heise (1911–1981), deutsche Politikerin (SPD)
- Margot Berger (Schauspielerin) (1911–1997), deutsche Filmschauspielerin
- Margot Berger (Schriftstellerin) (1949–2012), deutsche Schriftstellerin
- Maria Berger (* 1956), österreichische Juristin und Politikerin (SPÖ)
- Marianne Kühn-Berger (1927–2016), deutsche Modejournalistin, Designerin und Malerin
- Marielle Berger Sabbatel (* 1990), französische Freestyle-Skierin
- Marit Berger Røsland (* 1978), norwegische Politikerin
- Mark Berger (Tontechniker) (* 1943), US-amerikanischer Tonmeister
- Mark Berger (Judoka) (* 1954), kanadischer Judoka
- Markus Berger (Politiker) (1938–2016), deutscher Politiker (CDU)
- Markus Berger (Autor) (* 1974), deutscher Journalist und Autor
- Markus Berger (Fußballspieler) (* 1985), österreichischer Fußballspieler
- Marlies Berger (* um 1943), deutsche Tischtennisspielerin
- Marsha Berger (* 1953), US-amerikanische Mathematikerin
- Martin Berger (Mediziner) (um 1483–vor 1530), deutscher Mediziner
- Martin Berger (Filmregisseur) (1871–1935), deutscher Filmregisseur, Drehbuchautor und Produzent
- Martin Berger (Kapitän) (1898–1978), deutscher Kapitän und Nautiklehrer
- Martin Berger (Sänger) (* 1967), österreichischer Sänger
- Martin Berger (Kirchenmusiker) (* 1972), deutscher Kirchenmusiker
- Martin Berger, eigentlicher Name von Mista M (* 1991), österreichischer Rapper
- Martin Berger (Eishockeyspieler) (* 1996), finnischer Eishockeyspieler
- Martin G. Berger (* 1987), deutscher Theaterregisseur (Musiktheater) und Intendant
- Mathias Berger (* 1947), deutscher Mediziner und Psychiater
- Matthias Berger (Architekt) (1825–1897), deutscher Architekt
- Matthias Berger (Politiker) (* 1968), deutscher Politiker, MdL Sachsen
- Matthias Berger (Mediziner) (* 1972), deutscher Mediziner
- Matthias Berger (Hörspielautor), Schweizer Hörspielautor
- Maurice Berger, französischer Pharmazeut, Entwickler der Lampe Berger
- Maurits Berger (* 1964), niederländischer Rechtswissenschaftler, Arabist und Hochschullehrer
- Max Berger (1893–1970), deutscher Militärjurist
- Max Berger (Musiker) (1913–1996), deutscher Kontrabassist
- Max Berger (Mediziner) (1922–2005/2006), Schweizer Gynäkologe und Hochschullehrer
- Max Berger (Sammler) (1924–1988), österreichischer Judaica-Sammler
- Max Berger (Alpinist) (* 1969), österreichischer Alpinist
- Melanie Berger (* 1982), deutsche Politikerin (AfD)
- Mélanie Berger-Volle (* 1921), österreichisch-französische Schneiderin und Widerstandskämpferin
- Michael Berger (Schauspieler), Schauspieler
- Michael Berger (Historiker) (* 1937), deutscher Theologe und Historiker
- Michael Berger (Mediziner) (1944–2002), deutscher Internist, Diabetologe und Hochschullehrer
- Michael Berger (Journalist) (* 1957), österreichischer Sportjournalist
- Michael Berger (Offizier) (* 1964), deutscher Offizier und Militärhistoriker
- Michael Berger (Künstler) (* 1966), deutscher Designer, Goldschmied und Zeichner
- Michael Berger (1969–2000), deutscher Neonazi und Polizistenmörder, siehe Polizistenmorde von Dortmund und Waltrop
- Michael Berger (Fußballspieler) (* 1990), österreichischer Fußballspieler
- Michael Sturm-Berger (* 1958), deutscher Prähistoriker
- Michael Walde-Berger (* 1963), österreichischer Schauspieler
- Michel Berger (Hockeyspieler) (* 1941), belgischer Hockeyspieler
- Michel Berger (1947–1992), französischer Sänger
- Miguel Berger (* 1961), deutscher Diplomat
- Mik Berger (* 1958), deutscher Hörspielautor
- Mila Kupfer-Berger (1852–1905), österreichische Sängerin
- Mitch Berger (Mitchell Shannon Berger; * 1972), kanadischer American-Football-Spieler
- Mitchel S. Berger (* 1953), US-amerikanischer Neurochirurg

### N
- Nicola Berger (* 1981), deutsche Autorin und Lektorin
- Nicole Berger (1934–1967), französische Schauspielerin
- Nicole Berger-Krotsch (* 1975), österreichische Politikerin (SPÖ)
- Nik Berger (Nikolas Berger; * 1974), österreichischer Beachvolleyballspieler
- Niklaus Berger (* 1978), Schweizer Physiker und Hochschullehrer
- Nikolaus Berger (* 1956), deutscher Jurist und Richter am Bundesgerichtshof
- Norbert Berger (Diplomat) (1913–1998), deutscher Diplomat
- Norbert Berger (1945–2012), deutscher Sänger, siehe Cindy & Bert

### O
- Ola Berger (* 1979), norwegischer Skibergsteiger
- Olaf Berger (* 1963), deutscher Schlagersänger
- Olia Berger (* 1980), kanadische Judoka
- Oscar Berger-Levrault (Oscar François George Berger-Levrault; 1826–1903), französischer Philatelist
- Óscar Berger Perdomo (* 1946), guatemaltekischer Politiker, Präsident 2004 bis 2008
- Oskar Berger (Mediziner) (1844–1885), deutscher Mediziner
- Oskar Berger (Sportfunktionär) (Gustav Oskar Berger; 1862–1934), deutscher Turnlehrer und Sportfunktionär
- Oskar-Alfred Berger (1910–1996), deutscher Brigadegeneral
- Otakar Berger (1873–1897), tschechischer Cellist
- Othmar Berger (1834–1914), österreichischer Geistlicher, Prior des Stiftes Admont und Verfasser eines katholischen Kirchenliederbuches
- Otti Berger (1898–1944/45), deutsche Textilkünstlerin und Weberin
- Otto Berger (General) (1837–1910), preußischer Generalleutnant
- Otto von Berger (1868–1923), sächsischer Generalmajor
- Otto Berger (Musiker) (1873–1897), deutscher Cellist
- Otto Berger (Politiker), deutscher Politiker (SPD, ASPD)
- Otto Berger (Zahnmediziner) (1900–1985), deutscher Zahnmediziner und Gerechter unter den Völkern
- Otto Berger (1911–1993), deutscher Modeschöpfer und Unternehmensgründer, siehe Edelpelze Berger

### P
- Pablo Berger (* 1963), spanischer Filmregisseur, Drehbuchautor und Filmproduzent
- Pamela C. Berger (* 1940), Kunsthistorikerin
- Pascal Berger (Radsportler) (* 1966), französischer Radsportler
- Pascal Berger (Eishockeyspieler) (* 1989), Schweizer Eishockeyspieler
- Patrick Berger (* 1992), deutscher Journalist
- Patrik Berger (* 1973), tschechischer Fußballspieler
- Paul Berger (Mediziner) (1845–1908), französischer Chirurg
- Paul Berger (Maler) (1879–1956), Schweizer Maler und Grafiker
- Paul Berger (Bildhauer) (1889–1949), deutscher Bildhauer
- Paul Berger (Politiker), deutscher Politiker (SED)
- Paul Berger (Pfarrer) (1920–2004), Schweizer Pfarrer
- Paul Berger (Architekt) (1924–2014), Schweizer Architekt
- Paul Berger-Bergner (1904–1978), deutscher Maler
- Paul-Friedrich Berger (1890–1971), deutscher Politiker (SPD)
- Peter Berger (Drucker) († nach 1495), deutscher Buchdrucker
- Peter Berger (Schriftsteller) (1915–1995), deutscher Schriftsteller
- Peter Berger (Ruderer) (* 1949), deutscher Ruderer
- Peter Berger (Maler) (* 1951), deutscher Maler
- Peter Berger (Bildhauer) (* 1954), österreichischer Bildhauer und Medienkünstler
- Peter Berger (Architekt) (* 1956), Schweizer Architekt
- Peter Berger (Skisprungtrainer) (* 1957/1958), österreichischer Skisprungtrainer
- Peter Berger (Journalist) (* 1959), deutscher Journalist und Medienberater
- Peter A. Berger (1955–2018), deutscher Soziologe
- Peter E. Berger (1944–2011), US-amerikanischer Filmeditor
- Peter L. Berger (Peter Ludwig Berger; 1929–2017), US-amerikanischer Soziologe
- Peter Ludwig Berger (Jurist) (1896–1978), österreichischer Jurist und Parteifunktionär (CS)
- Philippe Berger (1846–1912), französischer Geistlicher und Orientalist
- Philippe Berger (Romanist) (* 1940), französischer Romanist, Hispanist und Hochschullehrer
- Philippe-Henri Berger (1883–1940), Schweizer Politiker (SP)
- Pia Berger-Vogel (* 1969), Schweizer Rudersportlerin

### R
- Rachel Berger (1905–um 1944), polnische Malerin und Zeichnerin
- Raimund Berger (1917–1954), österreichischer Schriftsteller
- Rainer Berger (* 1944), deutscher Leichtathlet
- Ralf Berger (* 1961), deutscher Künstler
- Ralph Berger (1904–1960), US-amerikanischer Artdirector und Szenenbildner
- Reinhard Berger (* 1951), deutscher Journalist und Kolumnist
- Reinhart Berger (1910–1994), deutscher Verwaltungsjurist
- Renate Berger (Kunsthistorikerin) (* 1947), deutsche Kunsthistorikerin und Kuratorin
- Renate Berger (Moderatorin), deutsche Komikerin und Moderatorin
- René Berger (1915–2009), Schweizer Kunsthistoriker und Schriftsteller
- Ric Berger (Richard Berger; 1894–1984), Schweizer Künstler und Kunsthistoriker
- Ricarda Bianca Berger (* 1986), österreichische Politikerin (FPÖ)
- Richard Berger (Ingenieur) (1885–1938), österreichischer Ingenieur
- Richard Berger (Heimatforscher) (1900–1948), deutscher Heimatforscher
- Richard Berger (Maler) (1923–1998), deutscher Maler, Holzschneider und Graphiker
- Robert Berger (Sänger) (1876–??), deutscher Sänger (Bariton, Tenor)
- Robert Berger (Filmproduzent) (* 1934), amerikanischer Filmproduzent
- Robert Berger (Chemiker) (* 1970), deutscher Chemiker und Hochschullehrer
- Robert Berger (Fußballspieler) (* 1996), deutscher Fußballspieler
- Robert Immanuel Berger (1805–1884), deutscher Pfarrer, Schriftsteller und Kirchenlieddichter
- Robert W. Berger (* 1933), deutscher Mathematiker
- Roger Berger (Romanist), französischer Philologe, Literaturwissenschaftler und Hochschullehrer
- Roger Berger (Soziologe) (* 1969), Schweizer Soziologe und Hochschullehrer
- Roland Berger (* 1937), deutscher Unternehmer und Politikberater
- Roland Berger (Hornist) (* 1937), österreichischer Hornist
- Roland Berger (Physiker) (* 1962), deutscher Physikdidaktiker
- Rolf Berger (Politiker) (1921–1978), deutscher Gewerkschaftsfunktionär und Politiker (KPD/SED)
- Rolf Berger (Fußballspieler) (* 1927), deutscher Fußballspieler
- Rolf Berger (Jurist) (* 1933), deutscher Verwaltungsjurist und Universitätspräsident
- Rolf Berger (General) (1936–2009), deutscher Generalleutnant
- Roman Berger (1930–2020), slowakischer Komponist, Musikpädagoge und -wissenschaftler
- Róza Berger-Fiedler (* 1940), französische Dokumentaristin, Regisseurin und Produzentin
- Rudi Berger (Sportfunktionär) (1951–2007), deutscher Tennisfunktionär und -schiedsrichter
- Rudolf von Berger (1848–1929), deutscher Generalleutnant
- Rudolf Berger (Politiker), österreichischer Politiker
- Rudolf Berger (Sänger) (1874–1915), deutscher Sänger (Bariton, Tenor)
- Rudolf Berger (Komponist) (1883–nach 1954), österreichischer Komponist
- Rudolf Berger (Geophysiker) (1885–nach 1952), deutscher Geophysiker
- Rudolf Berger (Fechter), österreichischer Fechter
- Rudolf Berger (Ökonom) (1912–1953), deutscher Ökonom und Übersetzer
- Rudolf Berger (Schriftsteller) (Pseudonym Maurus Atzenburg; 1914–1959), deutscher Dramatiker
- Rudolf Berger (Maler, 1926) (1926–2014), Schweizer Maler
- Rudolf Berger (Biologe) (* 1951), österreichischer Biologe
- Rudolf Berger (Geiger) (Rudi Berger; * 1954), österreichischer Geiger
- Rudolf Berger (Theaterintendant) (* 1960), Schweizer Theaterintendant
- Rupert Berger (Politiker) (1896–1958), deutscher Politiker (BVP/CSU)
- Rupert Berger (Liturgiewissenschaftler) (1926–2020), deutscher Liturgiewissenschaftler

### S
- Saar Berger (* 1980), israelischer Hornist und Hochschullehrer
- Sabine Berger (* 1966), deutsche Fußballspielerin
- Samuel Berger (Theologe) (1843–1900), französischer protestantischer Theologe
- Samuel Berger (1884–1925), US-amerikanischer Boxer
- Samuel D. Berger (1911–1980), US-amerikanischer Diplomat
- Sandy Berger (1945–2015), US-amerikanischer Jurist und Politiker
- Sara Berger (* 1978), deutsche Historikerin
- Sarah Berger (* 1985), deutsche Schriftstellerin, Fotografin und Feministin
- Sascha Berger (* 1976), deutscher Musiker
- Sebastian Berger (Rennrodler), deutscher Rennrodler
- Sebastian Berger (Ökonom) (* 1979), deutscher Wirtschaftswissenschaftler
- Senta Berger (* 1941), österreichische Schauspielerin
- Sergio Berger (* 1983), Schweizer Snowboarder
- Shelley Berger, US-amerikanische Molekularbiologin
- Shlomo Berger (1953–2015), israelischer Historiker und Hochschullehrer in Amsterdam
- Siegfried Berger (Schriftsteller) (1891–1946), deutscher Schriftsteller und Politiker
- Siegfried Berger (Bürgerrechtler) (1918–2002), deutscher Ingenieur, Politiker (KPD, SED, SPD) und Bürgerrechtler
- Siegfried Berger (Rennfahrer), deutscher Motorradrennfahrer
- Siegmar Berger (1944–1994), deutscher Unternehmensgründer
- Silvia Berger (Literaturwissenschaftlerin) (* 1953), Literaturwissenschaftlerin
- Silvia Berger (Schriftstellerin) (* 1958), deutsche Schriftstellerin, Malerin und Lehrerin
- Silvia Berger, eigentlicher Name von Frau Kraushaar (* 1975), deutsche Künstlerin und Musikerin
- Silvia Berger (Skirennläuferin) (* 1980), österreichische Skirennläuferin
- Silvia Berger Ziauddin (* 1973), Schweizer Historikerin
- Simon Berger (Dramaturg), deutscher Dramaturg und Theaterregisseur
- Simon Berger (Tennisspieler) (* 1995), italienischer Tennisspieler
- Simon Berger (Eishockeyspieler) (* 1999), italienischer Eishockeyspieler
- Simon J. Berger (Simon Jönsson Berger; * 1979), schwedischer Schauspieler
- Sofus Berger (* 2003), dänischer Fußballspieler
- Stefan Berger (Chemiker) (1946–2023), deutscher Chemiker
- Stefan Berger (Historiker) (* 1964), deutscher Historiker
- Stefan Berger (Politiker, Mai 1969) (* 1969), Schweizer Politiker (SP)
- Stefan Berger (Politiker, September 1969) (* 1969), deutscher Politiker (CDU)
- Stefan Berger (Politiker, 1986) (* 1986), österreichischer Politiker (FPÖ)
- Stefan Berger-Teichmann (* 1966), Schweizer Maler und Grafiker
- Stella von Hohenfels-Berger (1857–1920), österreichische Schauspielerin
- Stéphanie Berger (* 1977), Schweizer Schauspielerin, Fernsehmoderatorin und Sängerin
- Steve Berger (* 1981), deutscher Schachspieler
- Susanne Berger (1780–1861), Ehefrau des Architekten, Malers und Bühnenbildners Karl Friedrich Schinkel, siehe Susanne Schinkel
- Susanne Berger (Chemikerin) (* vor 1965), deutsche Chemikerin und Hochschullehrerin
- Suska Berger (* 1985), deutsche Basketballspielerin
- Sven Berger (* 1988), Schweizer Eishockeyspieler
- Sy Berger (1923–2014), US-amerikanischer Sammelkartendesigner

### T
- Teresa Berger (* 1956), deutsche Liturgiewissenschaftlerin
- Theo Berger (Theo Maximilian Berger; 1941–2003), deutscher Gewaltverbrecher
- Theodor Berger (Jurist) (1683–1773), deutscher Jurist, Historiker und Lehrer
- Theodor Berger (Architekt, 1850) (1850–1927), deutscher Architekt und Baurat
- Theodor Berger (Politiker) (1875–1956), österreichischer Politiker und Volkskundler
- Theodor Berger (Architekt, 1890) (1890–1959), deutscher Architekt
- Theodor Berger (Geigenbauer) (1897–1974), deutscher Geigenbauer
- Theodor Berger (Komponist) (1905–1992), österreichischer Komponist
- Therese Berger († 2015), österreichische Schauspielerin
- Thierry Berger (* 1962), französischer Segler
- Thomas Berger (Autor, 1924) (1924–2014), US-amerikanischer Schriftsteller
- Thomas Berger (Autor, 1952) (* 1952), deutscher Autor und Theologe
- Thomas Berger (Regisseur) (* 1959), deutscher Filmregisseur und Drehbuchautor
- Thomas Berger (Agrarökonom) (* 1966), deutscher Agrarökonom und Hochschullehrer
- Thomas Berger (Unihockeytrainer) (* 1969), Schweizer Unihockeytrainer
- Thomas Berger (Badminton) (* 1971), deutscher Badmintonspieler
- Thomas Berger (Polizeibeamter) (* 1971), deutscher Polizeibeamter
- Thomas Berger (Psychologe) (* 1971), Schweizer Psychologe
- Thomas Berger (Mediziner) (* 1964), österreichischer Neurologe und Hochschullehrer
- Thomas Müller-Marqués Berger (* 1967), deutscher Kaufmann, Wirtschaftsprüfer und Publizist
- Thomas R. Berger (1933–2021), kanadischer Politiker und Richter
- Tilman Berger (* 1956), deutscher Slawist
- Tim Berger (* 2004), österreichischer Volleyball- und Beachvolleyballspieler
- Timo Berger (* 1974), deutscher Journalist, Autor und Übersetzer
- Tina Berger (* 1981), österreichische Politikerin (FPÖ)
- Tino Berger (* 1978), deutscher Wirtschaftswissenschaftler und Hochschullehrer
- Tobias Berger (* 2001), österreichischer Fußballspieler
- Toby Berger (1940–2022), US-amerikanischer Informatiker
- Tom Berger (* 2001), deutscher Fußballspieler
- Tomáš Berger (* 1985), tschechischer Fußballspieler
- Toni Berger (1921–2005), deutscher Schauspieler
- Tora Berger (* 1981), norwegische Biathletin
- Tore Berger (* 1944), norwegischer Kanute
- Traugott Benjamin Berger (1754–1810), deutscher Schriftsteller und Jurist
- Tristan Berger (* 1959), deutscher Theaterpädagoge und Dramaturg

### U
- Ulrich Berger (Mediziner) (1919–nach 1984), deutscher Bakteriologe, Hygieniker und Hochschullehrer
- Ulrich Berger (Politiker) (1921–2003), deutscher Politiker (CDU)
- Ulrich Berger (Wirtschaftswissenschaftler) (* 1970), österreichischer Wirtschaftswissenschaftler
- Ulrich Berger (Politiker, 1970) (* 1970), deutscher Kommunalpolitiker (CDU) und seit 2014 Bürgermeister der Stadt Salzkotten
- Ulrich Berger-Landefeldt (1912–1967), deutscher Botaniker
- Ulrike Berger (* 1979), deutsche Politikerin (Bündnis 90/Die Grünen)
- Urs Berger (* 1951), Schweizer Versicherungsmanager
- Urs Berger (Radsportler) (* 1954), Schweizer Radsportler
- Urs Berger (Politiker) (* 1957), Schweizer Politiker (CVP)
- Ursel Berger (* 1947), deutsche Kunsthistorikern
- Ursula Berger (* 1950), Schweizer Tänzerin, Tanzpädagogin und Choreografin
- Uta Berger (* 1962), deutsche Forstwissenschaftlerin
- Uwe Berger (1928–2014), deutscher Schriftsteller

### V
- Valentin von Berger (1739–1813), deutsch-dänischer General
- Victor Berger (Schachspieler) (auch Victor Buerger; 1904–1996), ukrainisch-englischer Schachspieler
- Victor L. Berger (1860–1929), US-amerikanischer Journalist und Politiker
- Viktor J. F. Berger (* 1952), deutscher Wirtschaftswissenschaftler und Medienmanager
- Viktorin Berger (1855–1914), salzburgischer römisch-katholischer Geistlicher und Kirchenmusiker
- Vincent Berger (* 1967), französischer Segler
- Vinzenz Berger (1883–1974), deutscher Pflanzenzüchter

### W
- Walter von Berger (1873–1959), Schweizer Alpinist und Fotograf
- Walter Berger (Gärtner) (1899–1960), deutscher Gärtnereiunternehmer und Rosenzüchter
- Walter Berger (Marineoffizier) (1905–nach 1961), deutscher Kapitän zur See der Bundesmarine
- Walter Berger (Geologe) (1919–1976), österreichischer Geologe und Paläontologe
- Walter Berger (Schriftsteller) (1920–1991), deutscher Schriftsteller, Dichter und Verleger
- Walter Berger (Künstler) (* 1951), österreichischer Maler, Bildhauer und Fotograf
- Walter Berger (Onkologe) (* 1963), österreichischer Onkologe
- Werner Berger (SS-Mitglied) (1901–1964), deutscher SS-Oberscharführer
- Werner Berger (Chemiker) (1932–2021), deutscher Chemiker
- Wilhelm Berger (Architekt) (1790–1858), deutscher Architekt und Baubeamter
- Wilhelm Berger (Pfarrer) (1834–1901), deutscher Pfarrer und Ordensgründer
- Wilhelm von Berger (1849–1917), österreichischer Jurist und Politiker
- Wilhelm Berger (Komponist) (1861–1911), deutscher Komponist und Pianist
- Wilhelm Berger (Mediziner, 1889) (1889–1969), österreichischer Internist und Hochschullehrer
- Wilhelm Berger (Mediziner, 1895) (1895–1938), deutscher HNO-Arzt und Hochschullehrer
- Wilhelm Berger (Pädagoge) (auch Wilhelm Bergér; 1901–1974), deutscher Pädagoge und Autor
- Wilhelm Berger (Sozialwissenschaftler) (* 1957), österreichischer Sozialwissenschaftler und Philosoph
- Wilhelm Peterson-Berger (1867–1942), schwedischer Komponist und Musikkritiker
- Wilhelm Georg Berger (1929–1993), siebenbürgischer Komponist, Violinist und Musikwissenschaftler
- Wilhelm Richard Berger (1935–1996), deutscher Literaturwissenschaftler, Schriftsteller und Übersetzer
- Wilhelmine Berger (1805–1837), deutsche Schauspielerin
- Willi Berger (1906–1986), ungarisch-israelischer Fußballspieler
- William Berger (Wilhelm Thomas Berger; 1928–1993), österreichischer Schauspieler
- Willy Berger (1888–1976), deutscher Heimatforscher
- Willy Engel-Berger (1890–1946), deutsch-österreichischer Komponist
- Winfried Berger (1954–2010), deutscher Kirchenmusiker
- Winfried-Götz Berger (* 1938), deutscher Apotheker und Sanitätsoffizier
- Wolf Berger (* 1939), deutscher Tischtennisspieler
- Wolfgang Berger (Kriminalist) (1897–nach 1967), deutscher Kriminalist
- Wolfgang Berger (Politiker) (1921–1994), deutscher Parteifunktionär (SED)
- Wolfgang Berger (Musikpädagoge) (1921–2007), deutscher Musikpädagoge und Chorleiter
- Wolfgang Berger (Ökonom) (* 1941), deutscher Philosoph und Ökonom
- Wolfgang Berger (Leichtathlet) (* 1945), deutscher Leichtathlet
- Wolfgang Berger (Maler) (* 1947), deutscher Maler, Grafiker und Autor
- Wolfgang Berger (Sprecher) (* 1963), deutscher Schauspieler und Sprecher
- Wolfgang Berger (Kabarettist) (* 1971), deutscher Kabarettist, Schauspieler, Moderator und Songwriter
- Wolfgang Berger-Vogel (* 1941), österreichischer Controller und Verbandsfunktionär
- Wolfgang H. Berger (1937–2017), US-amerikanischer Ozeanograph
- Wolfram Berger (* 1945), österreichischer Schauspieler

### Y
- Yves Berger (1931–2004), französischer Schriftsteller